# Dorothea Louise af Slesvig-Holsten-Sønderborg-Augustenborg
Dorothea Louise af Slesvig-Holsten-Sønderborg-Augustenborg (11. oktober 1663 – 21. april 1721) var en dansk-tysk prinsesse, der var datter af hertug Ernst Günther 1. af Slesvig-Holsten-Sønderborg-Augustenborg. Hun var abbedisse i Itzehoe Kloster fra 1683 til 1721.

## Biografi
Dorothea Louise blev født den 11. oktober 1663 på Augustenborg Slot på Als i Hertugdømmet Slesvig som det ottende barn og femte datter af hertug Ernst Günther 1. af Slesvig-Holsten-Sønderborg-Augustenborg i hans ægteskab med Augusta af Slesvig-Holsten-Sønderborg-Glücksborg. Familien boede på Augustenborg Slot, som Ernst Günther havde grundlagt på Als i 1660 og opkaldt efter sin hustru.
Prinsesse Dorothea Louise blev den 9. oktober 1683 som 20-årig udnævnt til abbedisse i det adelige Itzehoe Kloster i Itzehoe i Holsten. Itzehoe Kloster var et protestantisk jomfrukloster, hvor beboerne er konventualinder, dvs. ugifte damer eller enker af adelsstand. Udnævnelsen blev foretaget af kong Christian 5. af Danmark i hans egenskab af hertug af Holsten. Denne "Recommendatur des Fraüleins aus Sonderburg" var et brud på klosterets statutter, ifølge hvilke stiftsdamerne siden 1634 selv valgte deres abbedisse. Udnævnelsen stødte derfor på modstand både hos konventualinderne og hos hertugen af Slesvig-Holsten-Gottorp, Christian Albrecht. Hertugens indflydelse var dog begrænset, da Christian 5.'s tropper i 1684 havde fordrevet Christian Albrecht fra Gottorp Slot og sendt ham i eksil i Hamborg. Først i 1689 fik Christian Albrecht sine herskabsområder tilbage.
Dorothea Louise måtte på grund af disse stridigheder vente til 1687, før hun de facto kunne tiltræde som abbedisse. Til hendes brug blev der opført et repræsentativt abbedissehus (i dag: Klosterhof 7) umiddelbart ved Laurentius-kirkens nordøstlige hjørne. Det stod færdigt i 1696, ni år efter hendes tiltrædelse som abbedisse.
Dorothea Louise døde den 21. april 1721.

## Eksterne links
- Hans den Yngres efterkommere Arkiveret 24. oktober 2020 hos  Wayback Machine